# Semora napaea
Semora napaea là một loài nhện trong họ Salticidae.
Loài này thuộc chi Semora. Semora napaea được Elizabeth Maria Gifford Peckham & George William Peckham miêu tả năm 1892.